# Elezioni comunali in Emilia-Romagna del 1997
Il 27 aprile 1997 (con ballottaggio l'11 maggio) e il 16 novembre (con ballottaggio il 30 novembre) in Emilia-Romagna si tennero le elezioni per il rinnovo di numerosi consigli comunali.

## Elezioni dell'aprile 1997
Ferrara
Cento
| Candidati e Liste                                        | Voti   | %      | Seggi |
| -------------------------------------------------------- | ------ | ------ | ----- |
| Paolo Fava                                               | 10.126 | 49,46  | -     |
| Alleanza per Cento                                       | 8.315  | 45,73  | 12    |
| Angelo Zarri                                             | 5.523  | 26,97  | 1     |
| L'Ulivo                                                  | 3.591  | 19,75  | 3     |
| Partito della Rifondazione Comunista                     | 1.433  | 7,88   | 1     |
| Gilberto Galantini                                       | 3.346  | 16,34  | 1     |
| Forza Italia                                             | 1.415  | 7,78   | 1     |
| Alleanza Nazionale                                       | 1.353  | 7,44   | 1     |
| Centro Cristiano Democratico-Cristiani Democratici Uniti | 565    | 3,11   | -     |
| Vincenzo Panzacchi                                       | 947    | 4,63   | -     |
| Lega Nord                                                | 923    | 5,08   | -     |
| Sandro Tirini                                            | 533    | 2,60   | -     |
| Socialisti Uniti                                         | 586    | 3,22   | -     |
| Totale alle liste                                        | 18.181 | 100,00 | 18    |
| TOTALE                                                   | 20.475 | 100,00 | 20    |

Forlì-Cesena
Cesenatico
| Candidati e Liste                    | Voti   | %       | Seggi |
| ------------------------------------ | ------ | ------- | ----- |
| Damiano Zoffoli                      | 6.613  | 46,09   | -     |
| Partito Democratico della Sinistra   | 3.266  | 24,49   | 7     |
| Partito della Rifondazione Comunista | 1.404  | 10,53   | 3     |
| Partito Popolare Italiano            | 872    | 6,54    | 1     |
| Federazione dei Verdi                | 453    | 3,40    | 1     |
| Sergio Riceputi                      | 4.513  | 31,45   | 1     |
| Polo per le Libertà                  | 4.351  | 32,63   | 4     |
| Primo Sasselli                       | 2.732  | 19,04   | 1     |
| Partito Repubblicano Italiano        | 2.511  | 18,83   | 2     |
| Germano Casali                       | 491    | 3,42    | -     |
| Socialisti Uniti                     | 477    | 3,58    | -     |
| Totale alle liste                    | 13.334 | 100,00  | 18    |
| TOTALE                               | 14.349 | 100,00' | 20    |

Modena
Finale Emilia
| Candidati e Liste                                                               | Voti   | %       | Seggi |
| ------------------------------------------------------------------------------- | ------ | ------- | ----- |
| Alfredo Sgarbi                                                                  | 4.515  | 43,56   | -     |
| Lista Democratica di Progresso                                                  | 3.332  | 35,20   | 10    |
| Partito Popolare Italiano                                                       | 630    | 6,66    | 2     |
| Monica Malaguti                                                                 | 3.281  | 31,65   | 1     |
| Rinascita Finalese (Forza Italia-Alleanza Nazionale)                            | 3.051  | 32,23   | 4     |
| Michele Scacchetti                                                              | 1.015  | 9,79    | 1     |
| Costruiamo Insieme (Partito della Rifondazione Comunista-Federazione dei Verdi) | 950    | 10,04   | -     |
| Dante Pola                                                                      | 999    | 9,64    | 1     |
| Centro Cristiano Democratico-Cristiani Democratici Uniti                        | 946    | 9,99    | -     |
| Alfonso Bino Terzi                                                              | 555    | 5,35    | 1     |
| Lista Civica di Centro-sinistra                                                 | 557    | 5,88    | -     |
| Totale alle liste                                                               | 9.466  | 100,00  | 16    |
| TOTALE                                                                          | 10.365 | 100,00' | 20    |

Ravenna
Ravenna
| Candidati e Liste                  | Voti    | %       | Seggi |
| ---------------------------------- | ------- | ------- | ----- |
| Vidmer Mercatali                   | 59.032  | 62,92   | -     |
| Partito Democratico della Sinistra | 32.684  | 37,05   | 16    |
| Rifondazione Comunista             | 10.733  | 12,17   | 5     |
| Partito Repubblicano Italiano      | 7.562   | 8,57    | 3     |
| Partito Popolare Italiano          | 4.128   | 4,68    | 2     |
| Socialisti Italiani                | 751     | 0,85    | -     |
| Alvaro Ancisi                      | 14.838  | 15,82   | 1     |
| Alleanza Nazionale                 | 7.020   | 7,96    | 3     |
| Lista per Ravenna                  | 6.313   | 7,16    | 2     |
| Daniele Corvetta                   | 14.487  | 15,44   | 1     |
| Forza Italia                       | 13.880  | 15,73   | 5     |
| Giovanni Calisesi                  | 2.975   | 3,17    | 1     |
| Lega Nord                          | 2.821   | 3,20    | -     |
| Massimo Scalia                     | 2.490   | 2,65    | 1     |
| Federazione dei Verdi              | 2.325   | 2,64    | -     |
| Totale alle liste                  | '88.217 | 100,00  | 36    |
| TOTALE                             | 93.822  | 100,00' | 40    |

## Elezioni del novembre 1997

### Ferrara

#### Comacchio
| Candidati e Liste                                        | Voti   | %       | Seggi |
| -------------------------------------------------------- | ------ | ------- | ----- |
| Alessandro Pierotti                                      | 8.895  | 62,68   | -     |
| Partito Democratico della Sinistra                       | 3.493  | 30,24   | 8     |
| Mista di Centro                                          | 2.001  | 17,32   | 4     |
| Rinnovamento Italiano-Altri                              | 654    | 5,66    | 1     |
| Comunisti Unitari                                        | 436    | 3,77    | -     |
| Maria Luigia Mezzogori                                   | 1.650  | 11,63   | 1     |
| Forza Italia                                             | 1.210  | 10,47   | 2     |
| Centro Cristiano Democratico-Cristiani Democratici Uniti | 370    | 3,20    | -     |
| Gianni Berto                                             | 1.189  | 8,38    | 1     |
| Alleanza Nazionale                                       | 1.073  | 9,29    | 1     |
| Alberto Beccari                                          | 1.187  | 8,36    | 1     |
| Rifondazione Comunista                                   | 1.048  | 9,07    | 1     |
| Federazione dei Verdi                                    | 113    | 0,98    | -     |
| Iginio Ferroni                                           | 553    | 3,90    | -     |
| Movimento Sociale Fiamma Tricolore                       | 458    | 3,96    | -     |
| Giovanni Natale Gelli                                    | 494    | 3,48    | -     |
| Lista Civica                                             | 475    | 4,11    | -     |
| Valentino Pambianchi                                     | 224    | 1,58    | -     |
| Lega Nord                                                | 221    | 1,91    | -     |
| Totale alle liste                                        | 11.552 | 100,00  | 17    |
| TOTALE                                                   | 14.192 | 100,00' | 20    |